# Orden del Hacha
La Orden del Hacha fue una Orden militar femenina creada por el conde de Barcelona Ramón Berenguer IV en 1150. 

## Historia
Esta orden fue fundada durante la Reconquista para honrar a las mujeres combatientes del sitio de Tortosa frente a los musulmanes. Durante ese año, en medio de duros enfrentamientos entre los dos frentes, los musulmanes pusieron sitio a Tortosa tras una retirada de Berenguer. Ante la falta de hombres que defendieran la ciudad, las mujeres debieron entonces unirse a la lucha, consiguiendo rechazar el ataque. No está claro si las mujeres, en general, lucharon realmente o si auxiliaron a los defensores; sea como fuere, su participación fue indispensable para la defensa de Tortosa. En agradecimiento por estos hechos, el conde Ramón Berenguer instituyó la orden del Hacha para las mujeres que participaron en aquella defensa, lo que les aportó entre otras cosas privilegios y exenciones de impuestos. 
Esta es una de las pocas órdenes militares femeninas, a la que solo podían acceder las descendientes de las mujeres defensoras, aunque no hay pruebas de que formasen, en efecto, una orden militar, o que ingresasen en algún tipo de regla religiosa. Todo indica que fue una orden honorífica.
Su divisa fue un hacha de gules (rojo) puesta en pal (partición y mueble del escudo) sobre una especie de esclavina.
Los detalles de lo acontecido se desconocen, debido a que la narración más antigua de los eventos se encuentra en Los coloquis de la insigne ciutat de Tortosa, obra terminada en 1557, siglos después. A pesar de esto, la  historia se celebra todavía en Tortosa, en particular al comienzo de la celebración del festival anual de La Cinta.

## Obras Derivadas
Está en producción un cortometraje que recrea de forma dramatizada los eventos.